# Gironcourt-sur-Vraine
Gironcourt-sur-Vraine – miejscowość i gmina we Francji, w regionie Grand Est, w departamencie Wogezy.
Według danych na rok 1990 gminę zamieszkiwało 970 osób, a gęstość zaludnienia wynosiła 129 osób/km² (wśród 2335 gmin Lotaryngii Gironcourt-sur-Vraine plasuje się na 378. miejscu pod względem liczby ludności, natomiast pod względem powierzchni na miejscu 789.).